# Milian Zerzawy
Milian Zerzawy, als Musiker Milan Otto, (* 1981) ist ein Schauspieler und Musiker.
Zerzawy wurde von 2004 bis 2008 an der Hochschule für Schauspielkunst Ernst Busch ausgebildet. 2007 war er am deutschen Theater Berlin tätig. Danach bis 2011 am Düsseldorfer Schauspielhaus und bis 2019 am Schauspielhaus Zürich. 2020 war er am Luzerner Theater engagiert. Aktuell lebt er in Berlin.

## Filmographie
- 2006: Der da vor stand
- 2012: 9 1/2
- 2015: Nele in Berlin
- 2018: Adam und Evelyn
- 2019: Devier
- 2022: Zwischen uns
- 2023: Heart Fruit
- 2023: Was von der Liebe bleibt
- 2024: Der Spatz im Kamin